# Yoro Diakité
Yoro Diakité (17 oktober 1932 – Taoudénit, 13 juni 1973) was een Malinees militair en staatsman.
Diakité, die toen de graad van kapitein had in het Malinese leger, was een medestander van Moussa Traoré bij de militaire staatsgreep van november 1968. Traoré was voorzitter van het Comité Militaire de Libération Nationale (CMLN, Militaire Commissie van Nationale Bevrijding) en Diakité vicevoorzitter. Traoré werd president van Mali en Diakité premier. Maar in september 1969 werd Diakité opzij geschoven en voortaan nam Traoré ook de functie van premier waar. Diakité werd in 1971 veroordeeld tot levenslange dwangarbeid omdat hij een rol zou hebben gehad in de samenzwering van maart dat jaar. Twee jaar later stierf hij in de gevangenis van Taoudénit ten gevolge van een slechte behandeling.